# Vigne
Cet article concerne l'ensemble des vignes. Pour la vigne la plus cultivée, voir Vitis vinifera.
Pour les articles homonymes, voir Vigne (homonymie).
Taxons concernés
- Dans la famille des Vitaceae
  - genre Vitis
    - Vitis vinifera
    - Vitis berlandieri
    - Vitis labrusca
    - Vitis riparia
    - Vitis rupestris
    - Vitis amurensis
    - Vitis coignetiae

  - Vigne vierge
    - genre Parthenocissus
    - genre Ampelopsis
      - espèce Ampelopsis brevipedunculata.
- Par analogie
  - Boquila trifoliolata
  - Rubus alceifolius
  - Clematis crispa
  - Clematis vitalba
  - Bryonia alba
  - Solanum dulcamara
  - Humulus lupulus
  - Dioscorea communis
  - Vaccinium vitis-idaeamodifier

La plupart des vignes sont des plantes grimpantes des régions au climat tempéré ou de type méditerranéen.
Le terme générique « vigne » est un nom vernaculaire désignant plusieurs taxons, essentiellement de la famille des Vitaceae de laquelle relèvent les vignes domestiques.
On y trouve le genre Vitis. Ces vignes domestiques sont largement cultivées pour leur fruit en grappes, le raisin, que l'on mange ou dont on tire un jus, le moût, qui devient du vin après fermentation. Un terrain planté de vigne s'appelle un vignoble, sa culture est la viticulture. Les différentes variétés se nomment cépages. L'espèce principale cultivée est Vitis vinifera.
Les vignes-vierges font également partie de la famille des Viticeae.

## Botanique et biologie
Ces plantes, en général ligneuses et sarmenteuses au feuillage caduc, relèvent du type biologique transversal des lianes.
Un plant de vigne cultivé développe des racines qui s'enfoncent généralement à une profondeur de 2 à 5 mètres et parfois jusqu'à 12 à 15 mètres voire plus,. Les racines issues de semis et de bouture sont très différentes (avec même en condition humide de possibles racines aériennes apparaissant à la base de troncs issus de semis, selon P. Galet).
La vigne domestiquée provient d'une vigne sauvage (lambrusque) dont les rameaux grimpants peuvent atteindre une trentaine de mètres.

### Famille des Vitaceae

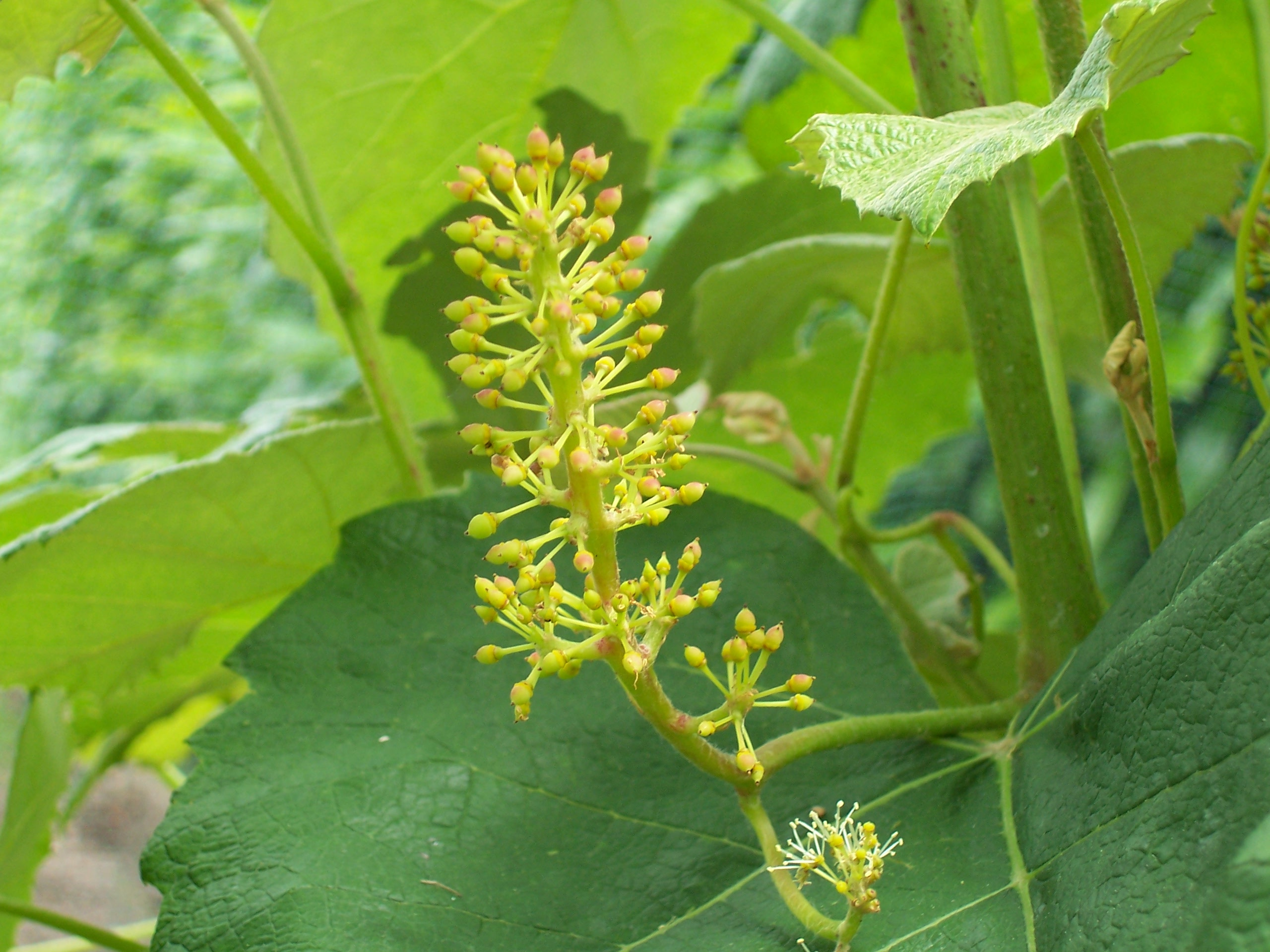
Fleur de vigne.

Les vignes de la famille des Vitaceae sont les vignes domestiques du genre Vitis ainsi que les vignes-vierges du genre Parthenocissus et celles de l'espèce Ampelopsis brevipedunculata. Ces vignes s'attachent à des supports par des vrilles, leurs sarments ligneux pouvant atteindre une grande longueur. Leurs feuilles à nervures palmées, comportant pour la plupart cinq lobes principaux plus ou moins découpés, ont généralement une base cordiforme (forme de cœur).
Les vignes de cette famille développent un important polymorphisme génétique selon les cépages et espèces. Leurs fleurs, petites et verdâtres à blanches, sont regroupées en inflorescences et leurs fruits, de formes différentes selon les sous-espèces, sont des baies regroupées en grappes. À maturité, leur coloration varie selon chacune des variétés de vigne : blanche, jaune-pâle, violette, noire (cette dernière étant majoritaire pour les variétés dites sauvages ou lambrusque). Les graines de ces baies sont des pépins.

#### Genre Vitis
La vigne, ou vigne cultivée (Vitis vinifera L., 1753), est cultivée pour ses fruits en grappes. C'est la principale espèce de vignes cultivée en Europe et dans le monde. Elle est, en effet, à l'origine de très nombreux cépages (cabernet, merlot, pinot, sauvignon, etc.). C'est l'espèce qui fournit le moût le plus apprécié.
Une description fine des variations de forme des feuilles et des fruits est nécessaire pour identifier les cépages de la vigne domestique : c'est l'objet de l'ampélographie.

### Autres familles
Plusieurs variétés de plantes n'appartenant pas à la famille des Vitaceae portent le nom vernaculaire de « vigne » :
- Vigne-Caméléon ;
- Vigne marronne ;
- Vigne crêpue ;
- Vigne de Salomon ;
- Vigne blanche ;
- Vigne de Judée ;
- Vigne du Nord ;
- Vigne noire ;
- Vigne du Mont-Ida.

## La vigne en agriculture

### Vigne domestique et vignoble

#### Vigne domestique
Outre les vignes-vierges cultivées en pépinière, les vignes cultivées (vignes domestiques) sont très majoritairement à vocation agroalimentaire. La culture de ces dernières, la viticulture, est essentiellement destinée à produire des fruits pour la consommation humaine, les raisins, dont tout ou partie sont consommés : raisin de table, raisin sec, boissons (jus de raisin et boissons alcoolisées dont la principale est le vin) et transformés condimentaires (vinaigre de vin, vinaigre balsamique, marc de vin, huile de pépins de raisin, verjus…).
Toutes les vignes cultivées en viticulture sont des cultivars issus de diverses sous-espèces du genre Vitis, principalement celles de l'espèce Vitis vinifera. Ces cultivars sont dénommés cépages, l'Ampélographie étant la discipline de la botanique traitant de ces derniers. Les premières cultures de vignes du genre Vitis sont attestées dès le VIe millénaire av. J.-C. et localisées en Georgie, alors que la vigne elle-même a été trouvée sous forme de fossiles de feuilles datés de 65 millions d'années .

#### Vignoble
Une parcelle agricole plantée de vignes ou un ensemble plus ou moins important de ces parcelles est dénommé vignoble. Un climat est un lieu-dit consacré à la viticulture, un ensemble précis de climats ou éventuellement un climat en lui-même constituant une appellation. Outre un climat en lui-même, une appellation peut relever d'un seul terroir viticole ou d'un grand vignoble régional constituant une région viticole.

#### Produits directs et indirects de la viticulture et de la viniculture

##### Produits de la viticulture
- Raisin de table
- Raisin sec
- Gelées et confitures de raisin
- Conserves de raisin au sirop ou à l'alcool
- Feuilles de vigne
- Sarments (bois de cuisson)
- Le bois des ceps de vigne, d'un grain très fin, qui se conserve longtemps et sert à fabriquer divers objets, notamment des cannes.

##### Produits directs et indirects de la viniculture
- Boissons :
  - jus de raisin ;
  - vin ;
  - vin doux naturel ;
  - vin de liqueur ;
  - eau-de-vie de marc ;
  - eau-de-vie de vin.
- Condiments :
  - vinaigre de moût cuit (vinaigre balsamique après concentration) ;
  - vinaigre de vin ;
  - verjus ;
  - huile de pépins de raisin ;
  - marc de vin ;
- Pépins de raisin torréfiés (succédané de café)
- Rétinol
- Tartres (pour acide tartrique, destiné au secteur agro-alimentaire)

### Viticulture, viniculture, œnologie et œnophilie
Dans son acception initiale, le néologisme viniculture désigne l'ensemble des activités consacrées à la production de vin, en incluant la viticulture. Cette dernière étant une activité purement agricole ayant pour finalité la production générale de raisin, la viniculture tend à ne désigner stricto sensu que l'ensemble des opérations d'élaboration du vin ainsi que des produits procédant de ce dernier et du marc de raisin dit de cuve ou de vin : vin doux naturel, eau-de-vie de vin, eau-de-vie de marc, vin de liqueur, vinaigre de vin… Dès lors, la viniculture relève de l'Industrie agroalimentaire, ses opérations constitutives (en particulier la vinification) étant postérieures à la vendange ou éventuellement au passerillage, jusqu'au conditionnement du produit fini.
L'évolution lexicologique a entraîné l'apparition du terme viti-viniculture désignant la réunion des activités viticoles (viticulture) et vinicoles (viniculture). Les substantifs viticulteur et viniculteur ainsi que les adjectifs viticole, vinicole et viti-vinicole procèdent de cette même évolution lexicologique, un vigneron ou une vigneronne étant un exploitant agricole pratiquant la viticulture et la viniculture (vitiviniculteur).
L'œnologie est la discipline de l'agronomie traitant de l'ensemble des sciences et techniques se rapportant à la viticulture et à la viniculture.
L'œnophilie se rapporte à l'intérêt culturel pour la vigne et le vin en général : dégustation du vin, œnotourisme, Histoire de la vigne et du vin, vin dans l'Art et la religion, gastronomie de la vigne et du vin, œnographilie, placomusophilie…

### Espèces de vignes adaptées en viticulture
Toutes les vignes cultivées en viticulture sont des cultivars issus de diverses sous-espèces du genre Vitis, essentiellement celles de l'espèce Vitis vinifera. Ces cultivars sont dénommés cépages, l'Ampélographie étant la discipline de la botanique traitant de ces derniers.
Outre Vitis vinifera, les espèces du genre Vitis adaptées à la viticulture sont : Vitis labrusca, Vitis riparia, Vitis rupestris, Vitis berlandieri, Vitis amurensis, Vitis coignetiae, Vitis vulpina, Vitis acerifolia, Vitis aestivalis, Vitis rotundifolia…
Certains cépages sont issus de l'hybridation entre Vitis vinifera et d'autres espèces du genre Vitis : Vitis berlandieri, Vitis labrusca, Vitis riparia, Vitis rupestris… En outre, certaines de ces espèces peuvent servir de porte-greffe pour des cultivars afin de les protéger de maladies parasitaires comme le phylloxéra. Des hybridations entre les espèces peuvent s'avérer par ailleurs efficaces pour lutter contre des maladies cryptogamiques comme le mildiou ou l'oïdium.
Un pied de vigne qui n'est pas greffé est dit franc de pied ou à pied franc. Si quasiment tous les plants de vigne sont aujourd'hui greffés à la suite de l'infestation par le phylloxéra à partir de 1861, des expériences sont à nouveau tentées, notamment en Touraine avec le gamay.

#### Europe
Vitis vinifera L. est une espèce cultivée depuis des temps immémoriaux en Europe, dans l'ouest de l'Asie (Moyen-Orient, Caucase), le nord et l'extrême sud de l'Afrique, mais que l'on peut trouver à l'état subspontané, notamment dans le sud de la France.

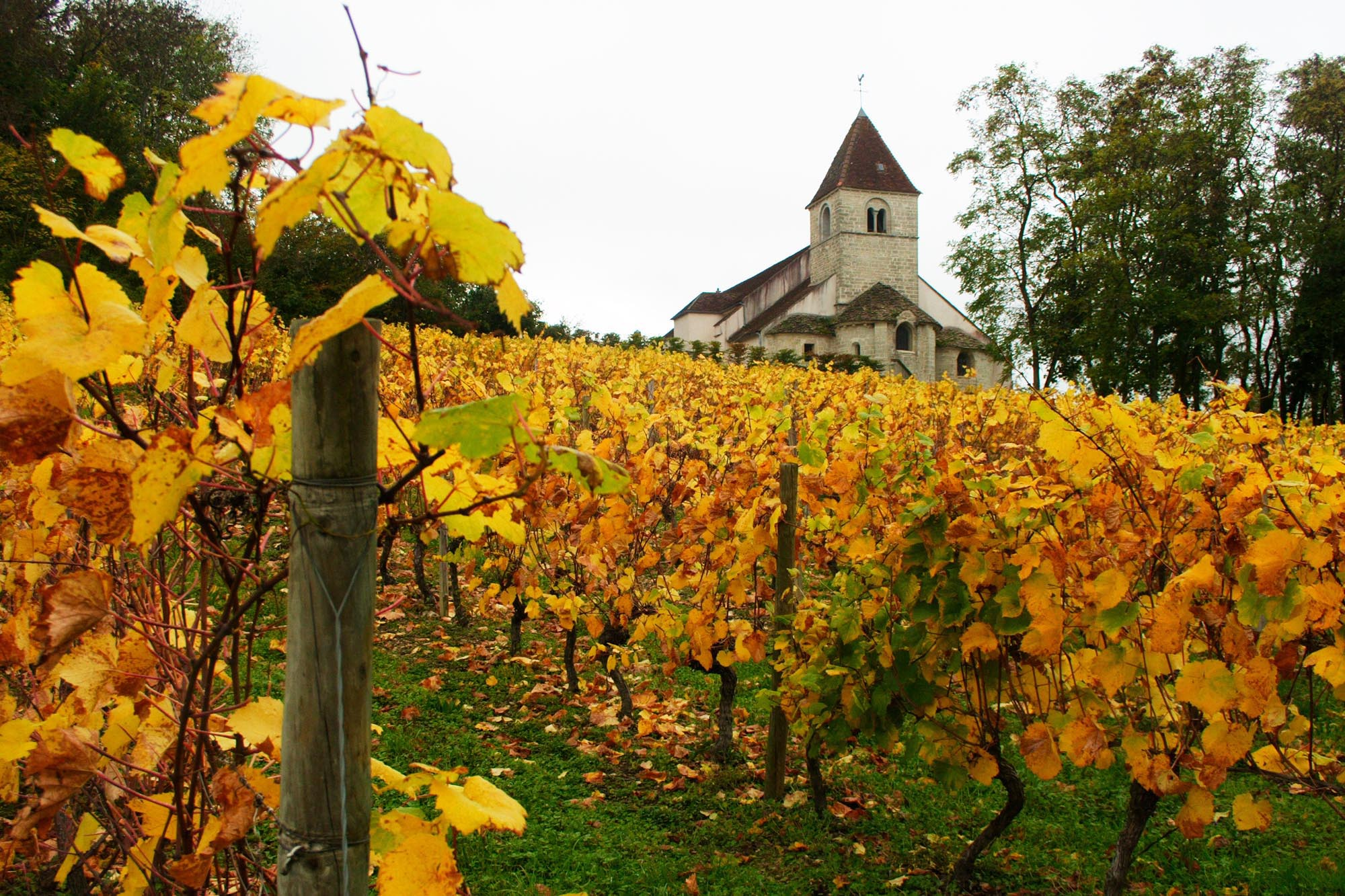
Vignes à Reulle-Vergy (Côte-d'Or, Bourgogne).

La majorité des cépages est issue de la sous-espèce Vitis vinifera subsp. vinifera.
Des cépages ont été introduits sur tous les continents et la viticulture a pris de l'importance en Amérique du Nord (Californie), du sud (Argentine, Chili), en Australie, en Afrique du Sud et en Chine. La viticulture occupe environ 8 millions d'hectares dans le monde et produit près de 300 millions d'hectolitres de vin.

#### Amérique du Nord

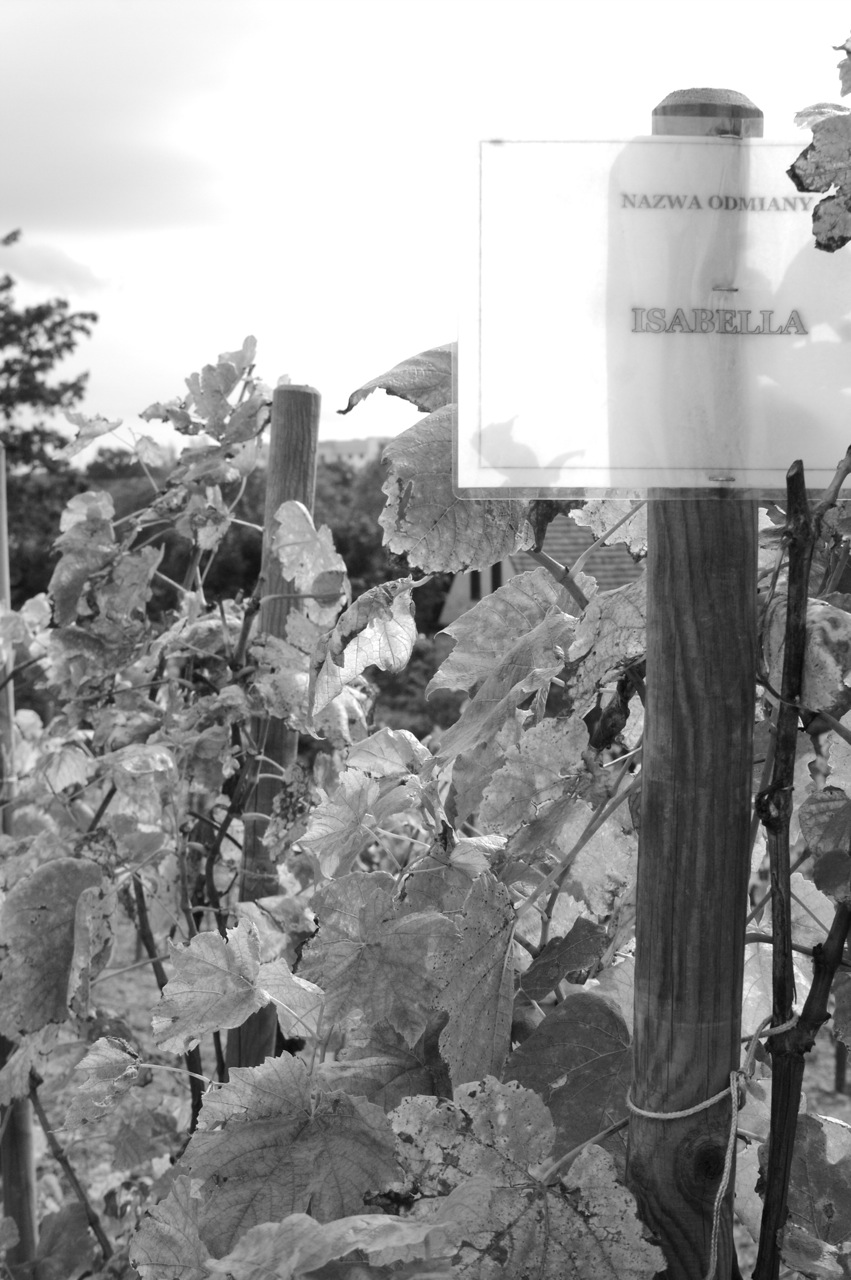
Cépage Isabelle à Zielona Góra.

On trouve notamment, en Amérique du Nord :
- Vitis labrusca, la vigne américaine, vigne Isabelle ou vigne-framboise (en anglais : fox grape, dont les raisins ont un goût « foxé » peu apprécié en Europe) ;
- Vitis riparia, la vigne des rivages (en anglais : frost grape) ;
- Vitis rupestris, la vigne des rochers (en anglais : sand grape) ;
- Vitis berlandieri, la vigne dite espagnole (en anglais : Spanish grape), (syn. Vitis cinerea var. helleri (L.H.Bailey) M.O.Moore).

Peu sensibles au phylloxéra, ces vignes, ainsi que leurs hybrides, sont utilisées soit comme porte-greffes, soit par croisement avec des variétés de Vitis vinifera sous forme d'hybrides producteurs (non admis dans les appellations).
Le raisin de Vitis labrusca peut être vinifié mais donne un vin foxé, dont le goût rappelle la framboise. Un cépage de cette espèce, l’isabelle, est quelquefois cultivé en Europe centrale, notamment en Suisse, sous le nom de « gros framboisé ».

#### Asie
En Extrême-Orient, on trouve :
- Vitis amurensis, la vigne de l'Amour (en référence au fleuve) ;
- Vitis coignetiae, vigne du Japon.

### Viticulture
La viticulture est l'activité agricole consistant à cultiver une certaine variété de vigne produisant un fruit pour la consommation humaine : le raisin. Les vignes cultivées en viticulture sont des cultivars de sous-espèces du genre vitis dénommés cépages.

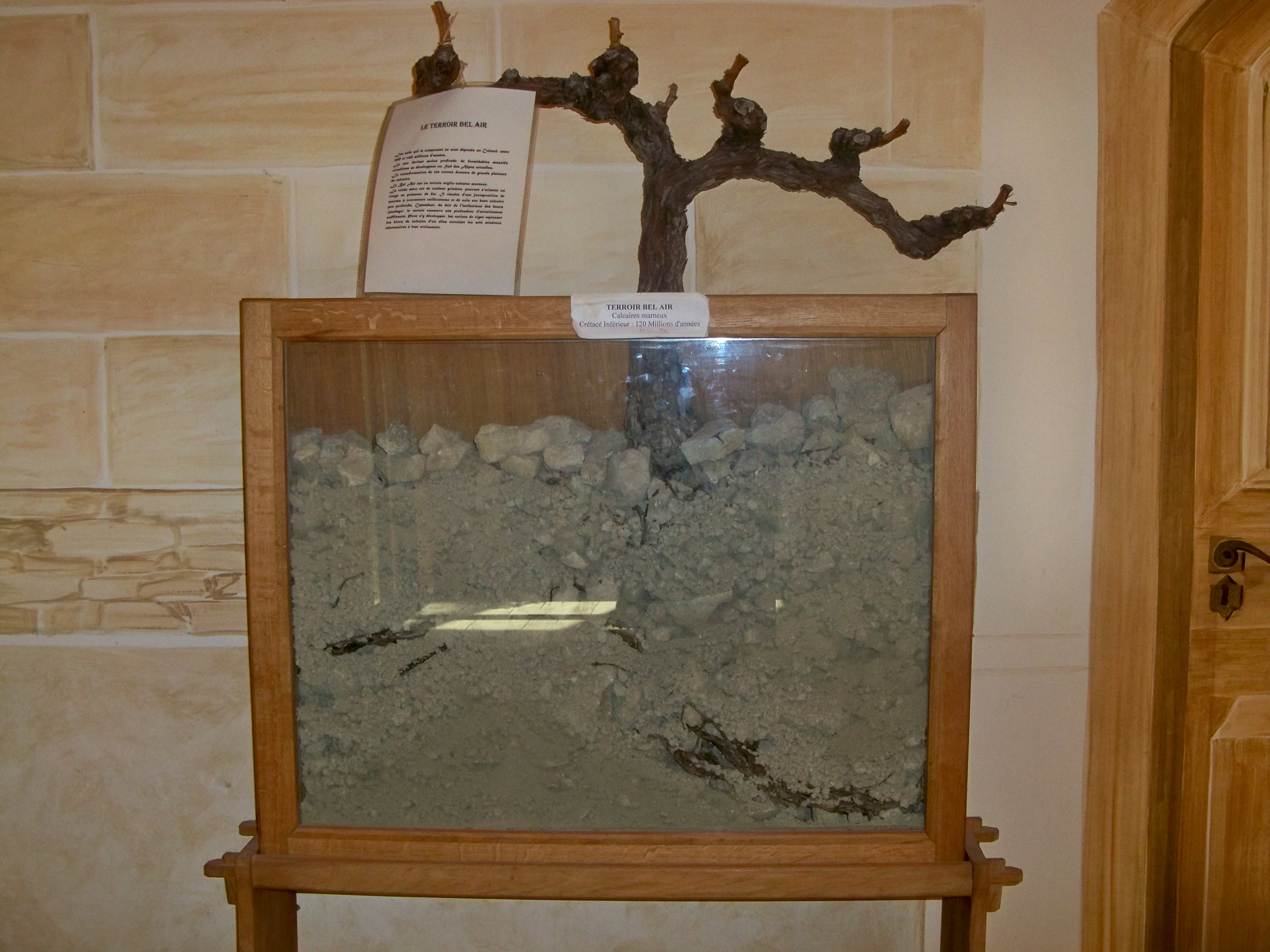
Vigne sur coupe de sol (calcaire marneux du Crétacé).

Pratiquée par un viticulteur, la conduite d'un vignoble se projette sur une longue échéance en tenant compte de nombreux paramètres, notamment les influences du terroir viticole sur la vigne (édaphologie, orographie, climatologie…), les facteurs biotiques, la sélection par le pépiniériste viticole des cépages et porte-greffes correspondants ainsi que les méthodes culturales : rendement viticole (conduite de la vigne, taille de la vigne, entretien des sols…), viticulture raisonnée, viticulture biologique, viticulture biodynamique…

#### Multiplication

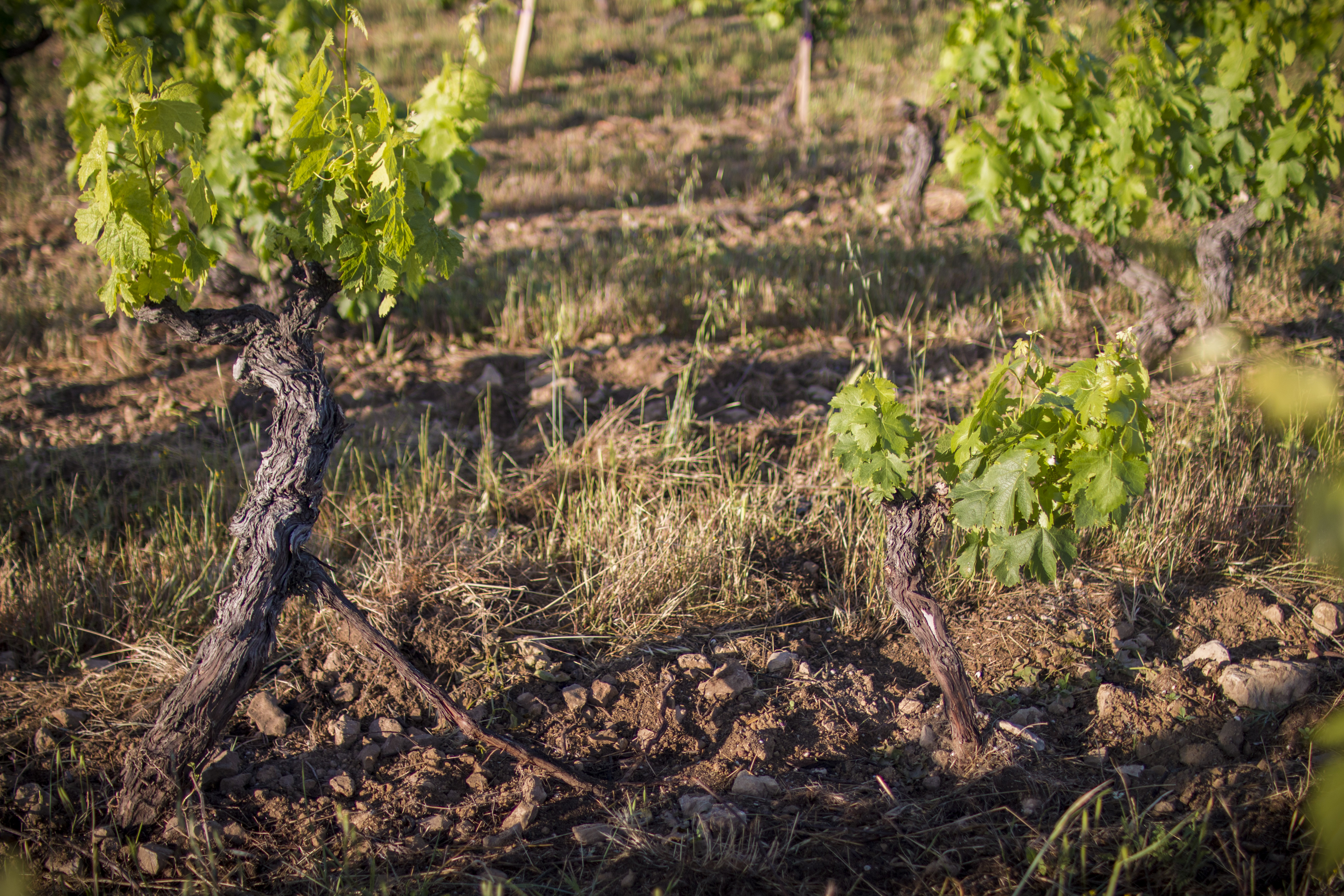
Marcottage d'un pied de vigne, un sarment plonge à droite du cep mère pour créer un nouveau cep (à droite).

La multiplication de la vigne peut se faire par :
- semis ;
- bouturage ;
- provignage (marcottage).

#### Plantation
La plantation peut se faire à partir de novembre lorsque la vigne est en repos végétatif (chute des feuilles). Selon les régions, elle peut s'étaler jusqu'à la fin du printemps, notamment dans les régions où il peut y avoir des gels tardifs. Le réveil végétatif dépend d'un cumul de températures au-dessus de 10 °C pendant un certain laps de temps.
Le choix de la vigne à planter dépend de plusieurs facteurs :
- la nature du sol ;
- l'exposition ;
- le climat (ensoleillement et précipitations annuelles).

Presque toutes les techniques de greffage sont appliquées sur la vigne.

## Ennemis de la vigne

### Agressions climatiques

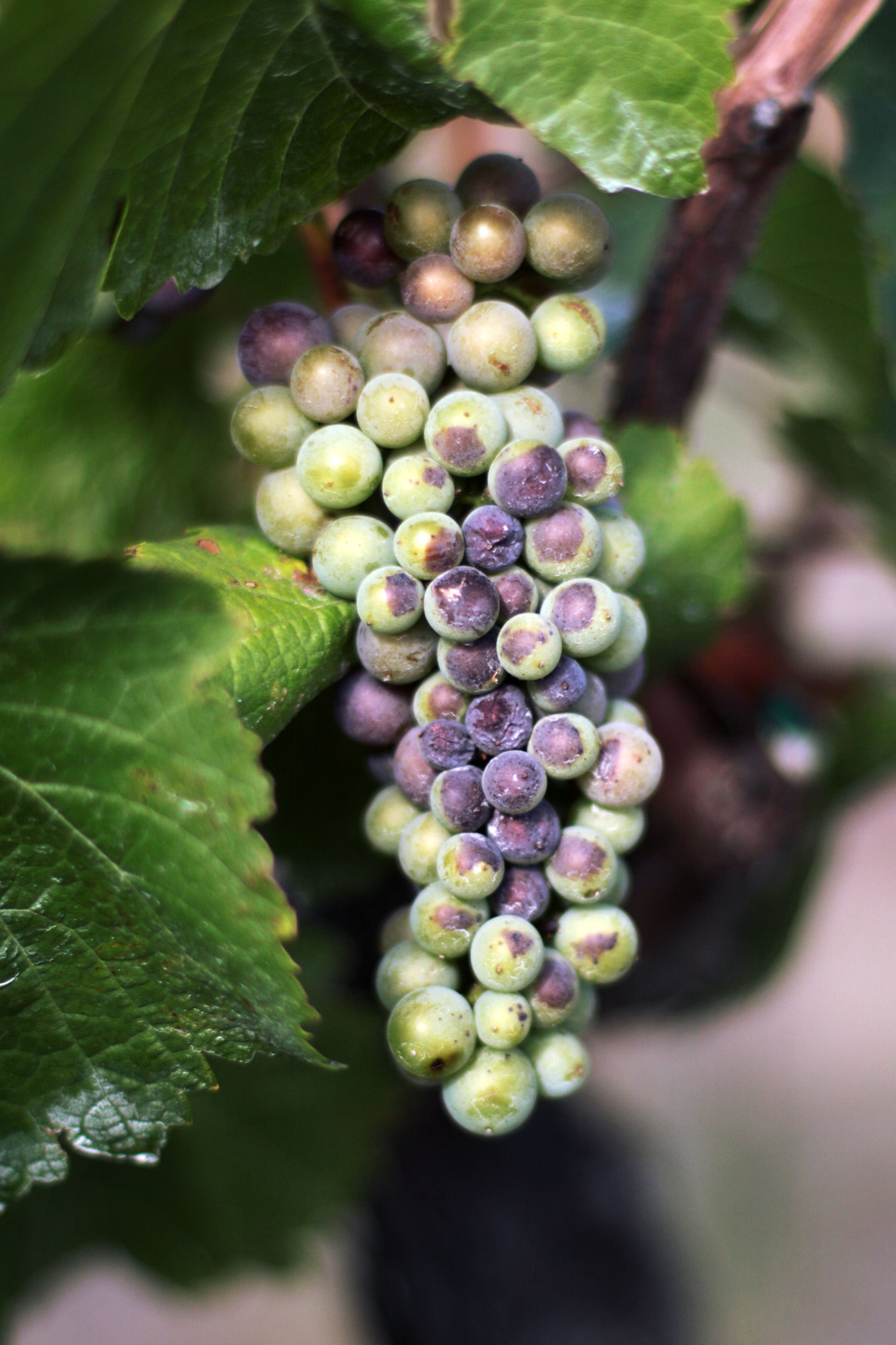
Grappe de Pinot Noir échaudée par le soleil.

- Échaudage (grillure des jeunes raisins)
- Folletage (dessèchement partiel des ceps)
- Foudre
- Gelées (de printemps) :
  - protection par buttage (recouvrement surtout par de la terre) et des ventilateurs géant pour amener l'air plus chaud de 30 m d'altitude vers le sol.
- Grêle

### Maladies non parasitaires

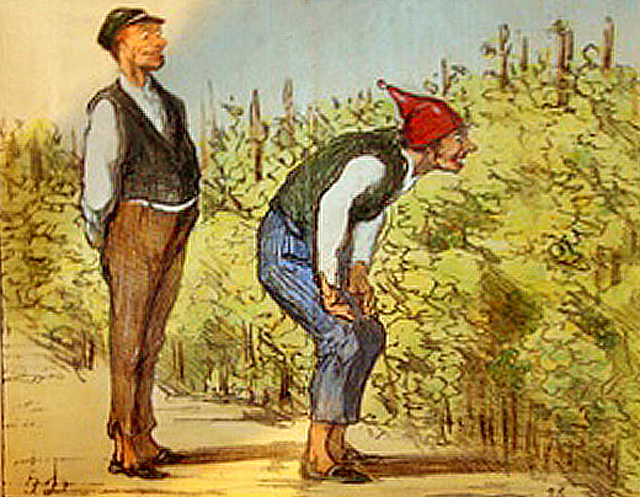
Émotion champêtre, par Honoré Daumier « Faut que je regardions comment qu'murit le raisin : y' longtemps que j'avions point vu ça ! »

- Carences diverses (ou insuffisances plus ou moins graves) en :
  - azote : Elle se manifeste par des feuilles petites et pâles, voire jaunâtres. Plante peu poussante, peu productive.
  - potasse ;
  - bore : Les feuilles ont un aspect crispé, épais. Les sarments présentent des déformations et des écorces anormales. (voir coulure et millerandage) ;
  - magnésium : Les feuilles de la base surtout, présentent des décolorations inter-nervaires. Se manifeste tardivement en saison, à partir de la véraison ;
  - manganèse ;
  - zinc ;
  - fer : chlorose ferrique (carence en fer).
- flavescence dorée (jaunissement du feuillage). Ce n'est pas une carence ou insuffisance, mais une maladie à phytoplasme.

### Maladies à virus
- Dégénérescence infectieuse, court-noué, mosaïque, etc.

### Maladies à bactéries
- Maladie de Pierce

### Maladies cryptogamiques

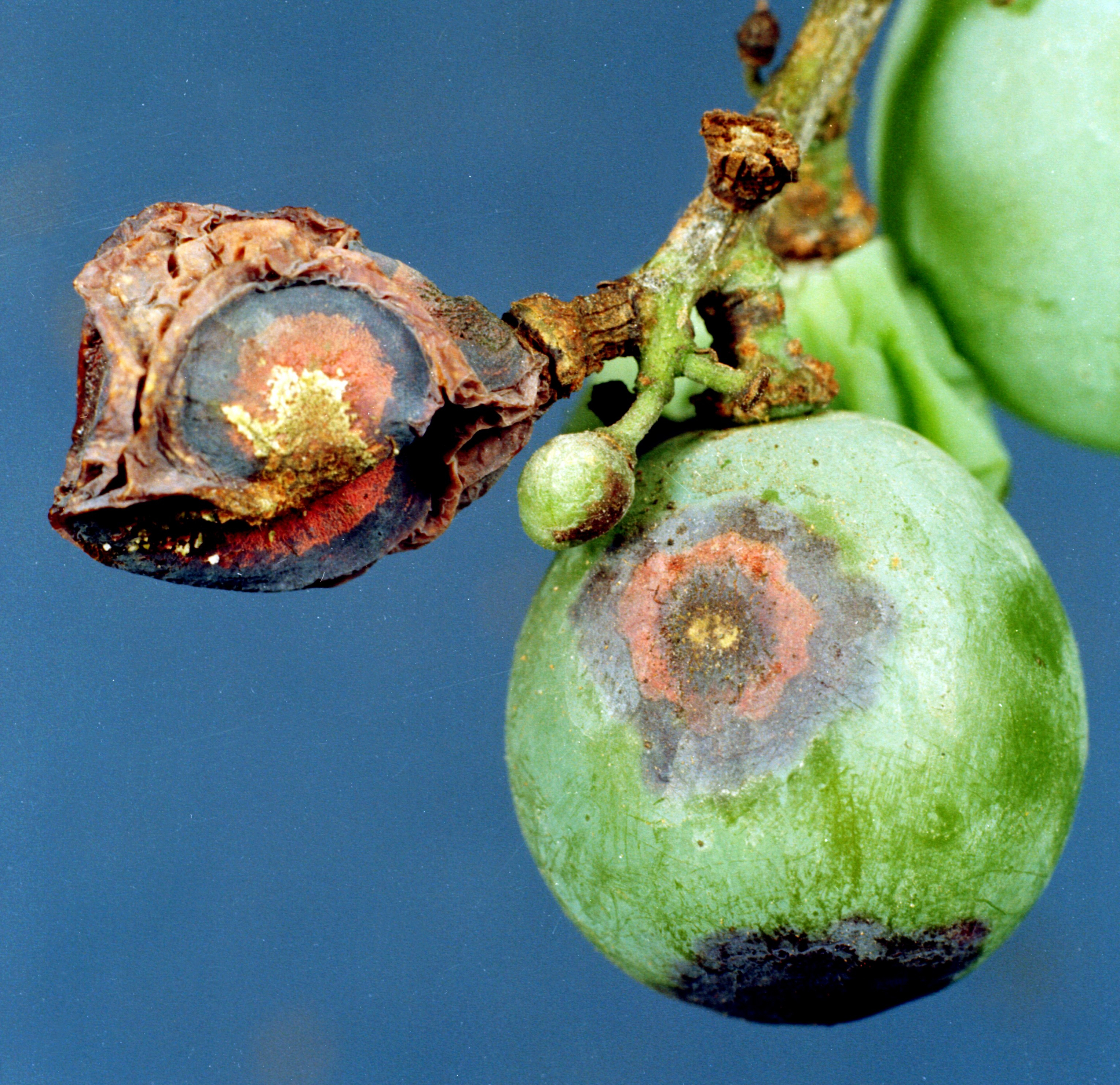
Symptômes d'anthracnose de la vigne.

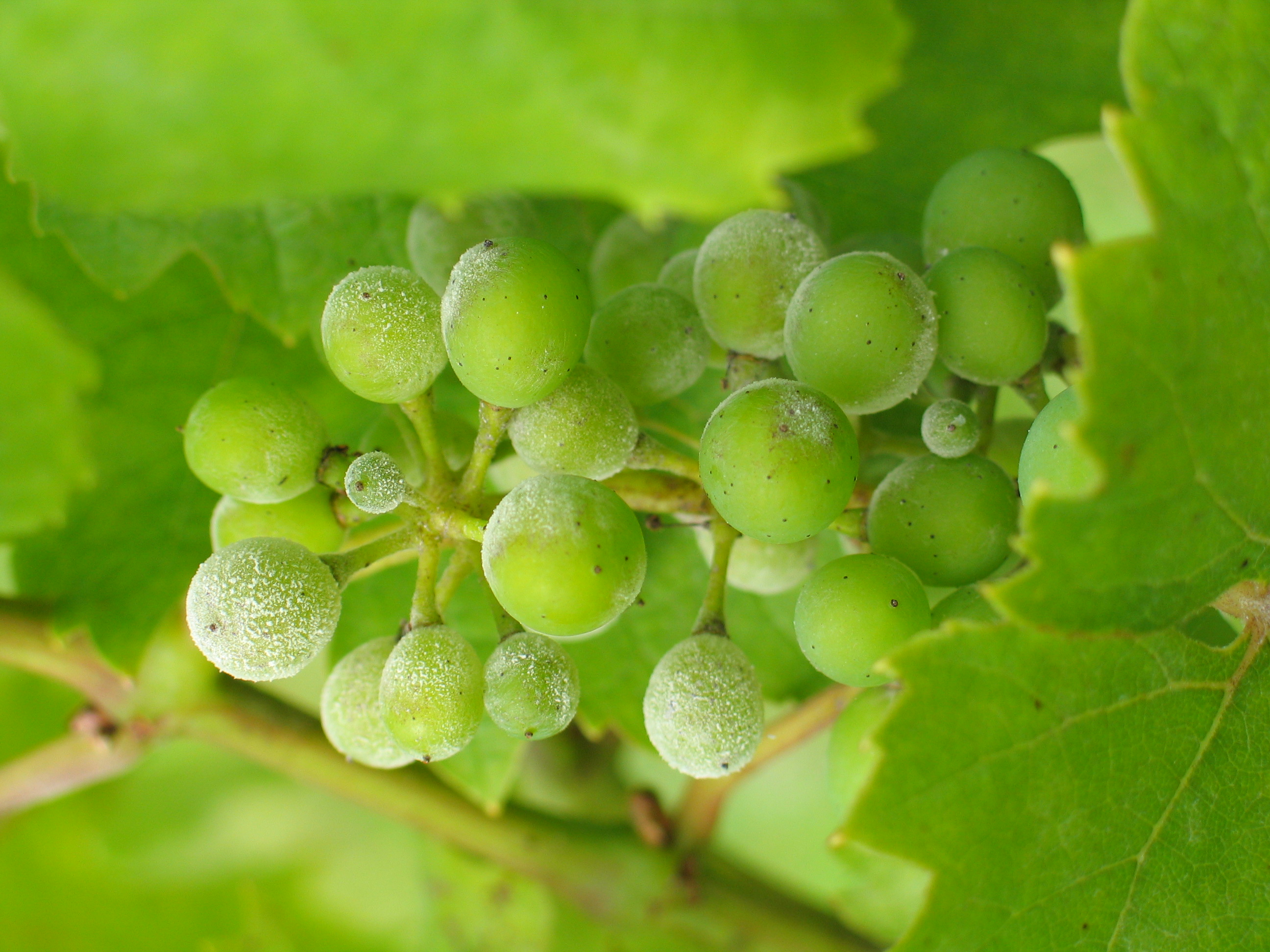
Oïdium de la vigne.

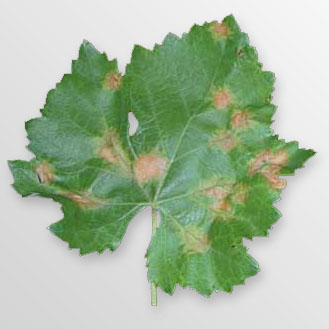
Plasmopara viticola (mildiou).

- Anthracnose ou charbon de la vigne
- Black rot
- Brenner ou Roter Brenner, une forme d'anthracnose
- Excoriose, qui atteint la base des sarments
- Fumagine
- Oïdium[note 1]
- Mildiou
- Pourridié ou blanc des racines
- Rougeot : rougissement du feuillage
- Botrytis, sous deux formes selon les conditions de développement:pourriture grise ou pourriture noble
- Rot blanc ou coître

Contamination sur bois :
- apoplexie ou esca, ou maladie de l'amadou :
- black dead arm (BDA), maladies du bois ;
- eutypiose.

### Parasites animaux

#### Acariens
- Nuisibles :
  - Acariens à proprement parler :

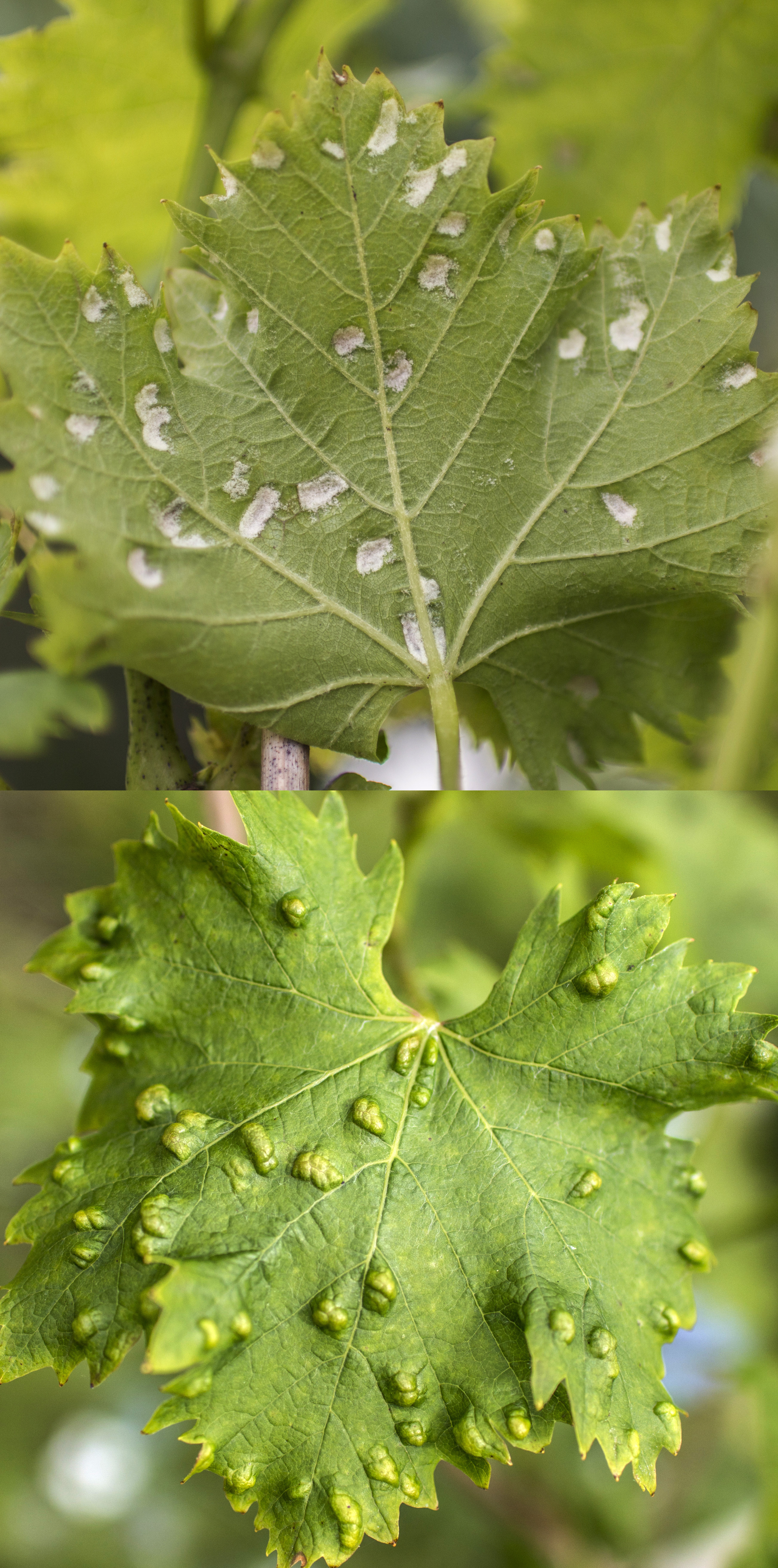
Érinose (Eriophyes vitis) de la vigne, vue de dessous/dessus.

    - araignées jaunes : Eotetranychus carpini et Tetranychus urticae et mcdanieli,
    - araignée rouge : Panonychus ulmi

  - Phytoptes :
    - Calepitrimerus vitis : responsable de l'acariose,
    - Colomerus vitis : responsable de l'érinose.
- Auxiliaires :
  - Phytoseiidae ou typhlodromes : Typhlodromus pyri (sv) et Kampimodromus aberrans (sv).
  - Bdellidae
  - stigmaeidae
  - trombidiidae
  - anystidae

#### Insectes
- Altise de la vigne
- Bouton ou Mangé-Mallois
- Cochylis ou tordeuse de la grappe
- Cécidomye de la vigne
- Cochenilles de la vigne
- Eudémis ou tordeuse de la grappe
- Eumolpe, gribouri ou écrivain
- Hanneton commun
- Hanneton vert
- Pyrale de la vigne
- Grisette de la vigne ou calocoris
- Noctuelles
- Phylloxéra
- Pucerons
- Byctiscus betulae ou cigarier de la vigne
- Sphinx de la vigne

Les chenilles des papillons de nuit (hétérocères) suivants (classés par famille) se nourrissent de vigne :
- Doublure jaune (Noctuidae),
- Grand sphinx de la vigne,
- Sphinx livournien,
- Sphinx phœnix (Sphingidae).

#### Nématodes
- Meloidogyne (Anguillule des racines ou nématode à galle)

## Vigne et produits phytopharmaceutiques
La viticulture consomme des quantités significatives de pesticides, avec des impacts suspectés sur la santé des viticulteurs et l'environnement (intoxications accidentelles, risque accru de certains cancers, délétion de la spermatogenèse…).

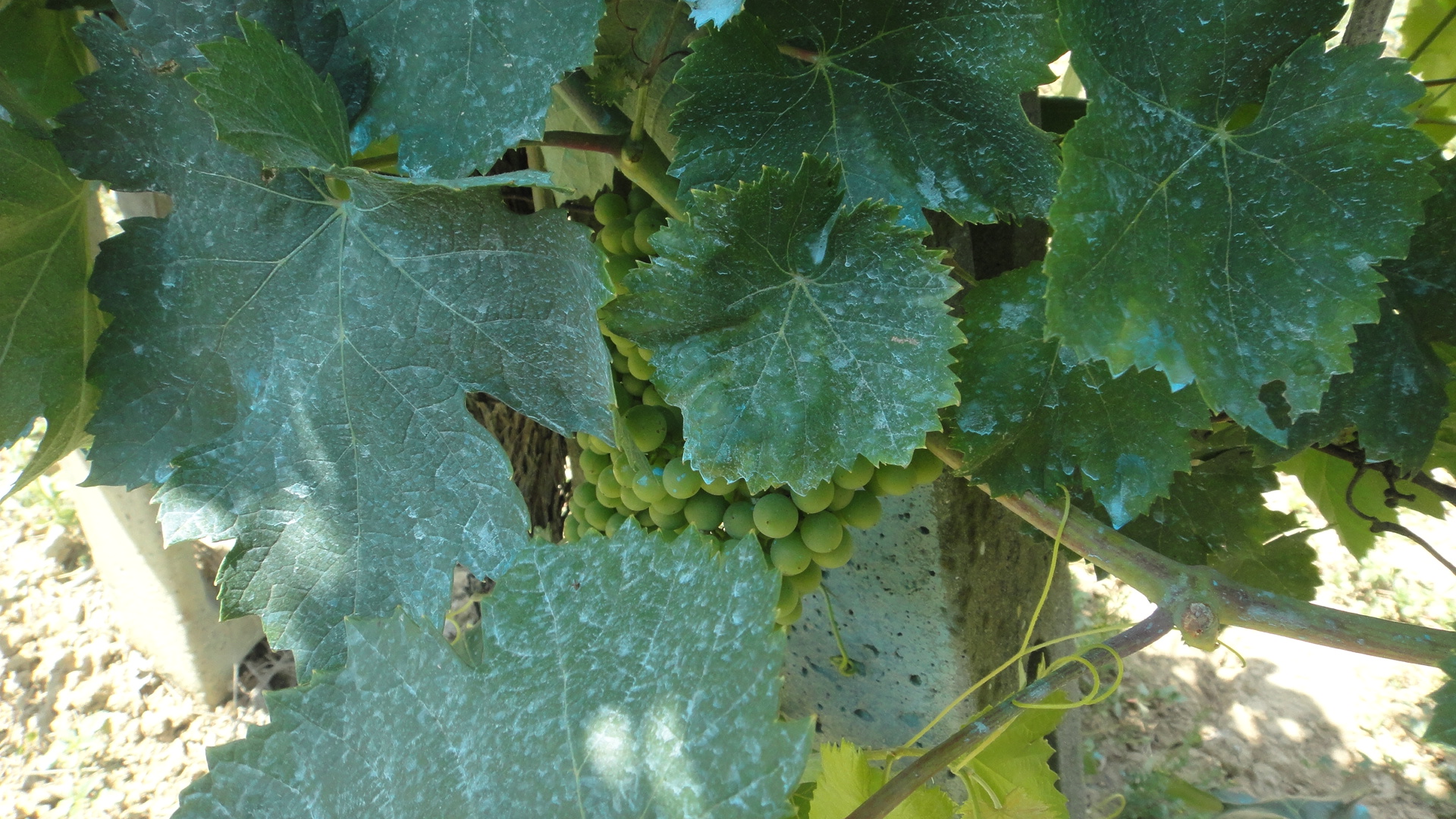
Bouillie bordelaise sur des feuilles de vigne.

Un problème non résolu est posé par le cuivre, utilisé comme pesticide depuis l'antiquité, sous forme de bouillie bordelaise notamment, car il a une action toxique très importante sur les algues (mildiou) et les mousses et, comme c'est un produit non biodégradable, il s'accumule dans le sol des vignes ou en aval, où il atteint déjà localement des concentrations suffisantes pour tuer, par exemple, des moutons pâturant dans ces zones. Rien qu'en France, environ un million d’hectares de vignobles anciens sont ainsi si chargés de cuivre que, d'ici quelques années ou décennies, le seuil toxique pour les mammifères pourrait y être atteint, selon l'IFEN.
Les pesticides, associés à certaines pratiques, ont contribué à l'érosion et à une diminution de la qualité pédologique des sols (perte d'humus).
Une liste des produits phytopharmaceutiques autorisés en France pour lutter contre les parasites de la vigne a été établie.
La prise en compte des facteurs température et hygrométrie permet de limiter le nombre et, surtout, la quantité des produits de traitement contre les maladies, concurrents et parasites de la vigne. L'agriculture bio, qui se développe, est une alternative aux pesticides de synthèse, mais n'a pas réglé le problème des impacts de l'usage répété des traitements au cuivre.

## Importance économique et culturelle de la viticulture et de la viniculture

### Extension du vignoble

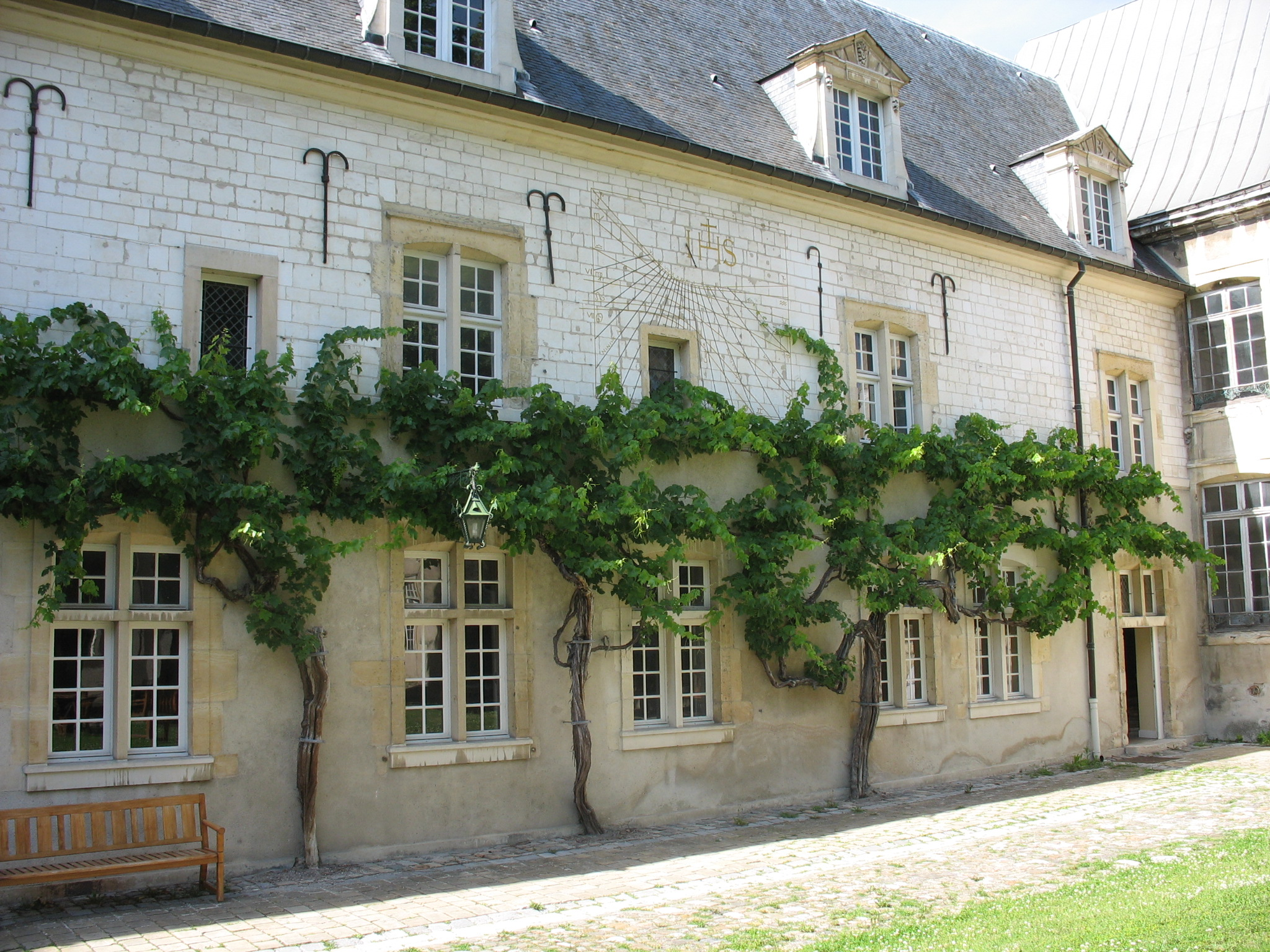
Ceps de blanc planté vers 1610 à Reims.

La surface totale du vignoble mondial représentait 7,4 millions d'hectares en 2018.
En 2017 la répartition était la suivante :
- Europe : 49,6 % (France 10,6 %, Italie 9,4 %, Espagne 13 %).
- Asie : 28,7 % (Chine 11,6 %)
- Amérique : 14,1 % (États-Unis 5,8 %, Argentine 3 %, Chili 2,8).
- Afrique : 5,1 % (Afrique du Sud 1,7 %).
- Océanie : 2,5 % (Australie 1,9 %, Nouvelle Zélande 0,5 %).

La part de l'Europe se stabilise après avoir fortement baissé, celle des autres continents est en légère décroissance après une forte période de croissance, excepté pour l'Asie qui croît toujours mais moins rapidement et produit surtout des raisins de table.

### Production de vin
La production mondiale s'établit à 292 millions d'hectolitres en 2018. L'Europe représente 62 % du total (dont France 15 %, Italie 17 %), l'Amérique 20 %.
Les exportations portent sur 100 millions d'hectolitres. Les principaux exportateurs de vins sont dans l'ordre : Espagne 21,1 %, Italie 19,7 %, France 13,8 %, Chili 8,6 %, Australie 7,1 %, Afrique du Sud 4,1 %, États-Unis 3,2 %.

### Tourisme
On assiste à un développement important de l'œnotourisme qui permet la valorisation économique et culturelle des vignobles. Il se déploie notamment via des « routes des vins » déployées un peu partout sur le territoire français pour attirer des touristes.

## Vigne et art
La vigne a souvent été utilisée dans l'art, accompagnant par exemple Bacchus. On retrouve une utilisation particulière : la feuille de vigne.

## Autres espèces de plantes nommée «vigne»
Beaucoup des espèces suivantes sont toxiques. Elles n'ont de vigne que le nom.

### AutresVitaceae
On appelle aussi « vignes » d'autres plantes de la famille des Vitaceae :
- les vignes-vierges vraies, appartenant au genre Parthenocissus
- les vignes-vierges apparentées, appartenant aux genres Ampelocissus, Ampelopsis, Cissus, très proches du précédent et du genre Vitis

Étymologiquement, ces noms dérivent du grec ἄμπελος / ámpelos), « vigne », et κισσός / kissós, « lierre ».

### Autres familles
Par analogie avec la vigne, le substantif féminin est employé pour désigner des plantes grimpantes d'autres familles. Ces plantes, qui se rapprochent vaguement de la vigne par le port, la forme des feuilles ou des fruits, portent également en français le nom de vigne. Ainsi on appelle :
- vigne blanche[12] ou fausse vigne[12], la clématite[13] ou la bryone, Bryonia dioica Jacq., Cucurbitaceae ;
- vigne noire, le tamier[12], Dioscorea communis (L.) Caddick & Wilkin, Dioscoreaceae ;
- vigne de Judée, la douce-amère[12],[14], Solanum dulcamara L., Solanaceae ;
- vigne du Nord, le houblon[12],[15], Humulus lupulus L. Cannabaceae ;
- vigne-blanche ou fausse Vigne, la clématite, Clematis vitalba L. Ranunculaceae ;
- vigne du mont Ida, l'airelle, Vaccinium vitis-idaea L., Ericaceae.